# 谢蒂尔·博克
谢蒂尔·博克（挪威語：Kjetil Borch，1990年2月14日—），挪威男子赛艇运动员。他曾代表挪威参加2012年、2016年和2020年夏季奥林匹克运动会赛艇比赛，获得一枚银牌和一枚铜牌。